# .om
A .om Omán internetes legfelső szintű tartomány kódja, melyet 1996-ban hoztak létre.

## Második szintű tartománykódok
- com.om – olyan vállalatoknak, melyeket Ománban bejegyeztek.
- co.om – olyan vállalatoknak, melyeket Ománban bejegyeztek.
- edu.om – Ománi oktatási intézményeknek (egyetemek, főiskolák).
- ac.com – olyan tudományos szervezeteknek, melyek be vannak jegyezve Ománban.
- sch.com – olyan általános iskoláknak és középiskoláknak, melyek érvényes engedélyekkel rendelkeznek az Ománi Oktatási Minisztériumnál.
- gov.om – kormányzati szervezeteknek.
- net.om – számítógép karbantartóknak, adminisztrációs számítógépeknek, melyek az Ománi Közlekedési és Kommunikációs Minisztériumnál be vannak jegyezve.
- org.om – Ománban bejegyzett nonprofit szervezeteknek.
- mil.om – Ománi Védelmi Minisztériumnak.
- museum.om – múzeumoknak.
- biz.om – Ománban bejegyzett kereskedelmi vállalatoknak.
- pro.om – szakértői társaságoknak.
- med.om – kórházaknak, egészségügyi intézményeknek, Ománi Egészségügyi Minisztériumnak.